# Digimon World 4
Digimon World 4 (デジモンワールドX, Dejimon Wārudo X, originellement intitulé Digimon World X) est un jeu vidéo d'action et de rôle, dérivé de la franchise médiatique japonaise Digimon, simultanément commercialisé en 2005 sur consoles Nintendo GameCube, PlayStation 2 et Xbox. Contrairement aux précédents opus de la liste des jeux vidéo Digimon, Digimon World 4 possède une jouabilité de type PMT et peut atteindre jusqu'à quatre joueurs. Le jeu est basé sur l'histoire du film Digital Monster X-Evolution.

## Scénario
Les protagonistes du jeu sont les membres du D.S.G. (Digital Security Guard). Tiré du film homonyme Digital Monster X-Evolution, il est appris qu'un virus informatique connu sous le nom du « X-virus » se répand rapidement et infecte tous les digimon. Le serveur Yamato a disparu, et un serveur connu sous le nom de "Serveur du chaos" a pris sa place.

## Système de jeu
Le jeu offre une possibilité de démarrer en choisissant un digimon parmi : Dorumon, Veemon, Guilmon, et Agumon.  Aux dépens des actions du joueur durant la partie, le digimon devra se battre et gagner l'énergie nécessaire pour se digivolver. Dans le jeu, le joueur n'utilise pas les techniques normalement attribuées aux digimon mais, à la place, il attaquera ses ennemis à l'aide d'armes, d'épées et de haches.

## Développement
Digimon World 4 a été développé et distribué par  Bandai, le créateur de la série Digimon. Le jeu a été publié pour la première fois à l'Electronic Entertainment Expo (E3) 2004 durant l'Été. Il a, plus tard, également été publié durant l'E3 2005 et passe en version platinum à partir du 2 juin. Quelques exemplaires limités du jeu ont été commercialisés incluant une carte à collectionner avec un nouveau digimon nommé Dorumon.

## Accueil
| -            | PS2              | XB               | GC               |
| ------------ | ---------------- | ---------------- | ---------------- |
| GameSpot     | 4,3/10           | 4,3/10           | 4,3/10           |
| IGN          | 6,1/10           | 6,1/10           | 6,1/10           |
| GameRankings | 51,7% (8 revues) | 56,2% (5 revues) | 54,8% (5 revues) |

Digimon World 4 a été moyennement et faiblement accueilli par les critiques. IGN attribue 6,1/10 sur toutes consoles confondues. Le jeu a également été critiqué pour sa ressemblance avec Final Fantasy Crystal Chronicles.